# Svečka
Svečka (tudi supozitorij) je farmacevtska oblika, ki se daje v danko (rektalna svečka), v nožnico (vaginalna svečka ali vagitorij) ali v sečnico (uretralna svečka). Na mestu aplikacije se stali ali raztopi in sprosti učinkovino v okolico. Uporabljajo se zlasti pri otrocih, starostnikih in drugih osebah, pri katerih so druge vrste dajanja zdravila (tablete, sirupi, ...) otežene.

## Vaginalne svečke
Vaginalne svečke se uporabljajo za zdravljenje vaginalnih bolezni, zlasti nožničnih okužb (na primer pri terapiji kandidoze) ali kot vaginalna kontracepcija.

## Rektalne svečke
Rektalne svečke se uporabljajo:
- v odvajalne namene (tovrstne svečke pogosto vsebujejo glicerol),
- pri terapiji zlate žile (vsebujejo vazokonstriktorje),
- za sistemsko doseganje farmakoloških učinkov, kar pomeni, da učinkovina preide skozi sluznico danke v sistemski krvni obtok in deluje po vsem telesu. V te namene se v svečke vgrajujejo zlasti analgetiki in antipiretiki (na primer paracetamol).

## Uretralne svečke
Uretralne svečke so manj pogoste. Mestoma se uporabljajo pri zdravljenju erektilne disfunkcije.

## Sestava
Svečke sestojijo iz učinkovine, supozitorijske podlage (pomožna snov, ki načeloma predstavlja glavnino mase svečke in daje svečki obliko, konsistenco in druge želene lastnosti) in drugih pomožnih snovi. Z izjemo glicerinskih svečk supozitorijsko podlago predstavljajo maščobne pomožne snovi, zlasti kakavovo maslo, v katerega je vgrajena učinkovina. Pri telesni temperaturi se supozitorijska podlaga raztali. Pri napenjanju se lahko zgodi, da raztaljena podlaga uide iz danke.